# Eudonia crataea
Eudonia crataea là một loài bướm đêm trong họ Crambidae.